# Finn Ziegler
Finn Ziegler (* 24. November 1935 in Rødovre als Finn Ziegler Holm; † 10. Dezember 2005 in Brønshøj) war ein dänischer Jazzmusiker (Geige, Vibraphon, Komposition).

## Wirken
Ziegler erhielt eine klassisch-akademische Ausbildung an der Violine am Kongelige Danske Musikkonservatorium. Inspiriert von Svend Asmussen fand er rasch zum Jazz.
Ziegler trat neben Ben Webster, Buddy Tate, Milt Jackson und mit Svend Asmussen/Stuff Smith ebenso auf wie mit Karin Krog, Kenny Barron und Niels-Henning Ørsted Pedersen. Er leitete eigenen Gruppen; seine Musik wurde auch durch das London Symphony Orchestra und Michala Petri aufgeführt. Daneben trat er in zahlreichen anderen Gruppen seit Mitte der 1950er Jahre auf, zunächst bei Finn Savery, Erik Moseholm und Ib Glindemann. In den 1960er Jahren arbeitete er auch mit der Radiojazzgruppen, im Folgejahrzehnt mit den Kansas City Stompers. In den 1990er Jahren spielte er mit Jan Kaspersen, der Jazzkapelmesterens Kapel und Klüvers Big Band und trat weiter häufig im Radio und Fernsehen auf. Als Studiomusiker hat er zu zahlreichen Aufnahmen beigetragen; Tom Lord listet 57 Aufnahmen im Bereich des Jazz zwischen 1955 und 2004.
Ziegler erhielt 1993 den Ben Webster Prize. 2003 wurde er als „Master of Jazz“ mit dem dänischen Django d’Or ausgezeichnet. Er starb, nachdem er wegen einer Krebserkrankung im Kiefer operiert worden war.

## Diskographische Hinweise
- Kjeld Ingrisch, Finn Ziegler I al Beskedenhed (1972)
- Live a la Fontaine (1977)
- Finn Ziegler, Hugo Rasmussen Rytme til Bevægelse 3  (1978)
- 2 (1982)
- Finn Ziegler Spiller Kai Normann Andersen (1988)
- Klüvers Big Band Featuring Finn Ziegler & Jesper Thilo The Heat's On (1994)
- Finn Ziegler's Hjørne (1995)
- Jan Kaspersen Quintet Out of Sight (1998)
- Fiddlin’ in Rhythm (1999)